# 上海動物園駅
上海動物園駅（シャンハイどうぶつえんえき）は中華人民共和国上海市長寧区虹橋路に位置する上海地下鉄10号線の駅である。

## 歴史
- 2010年11月30日：開業[1]。

## 駅構造
島式ホーム1面2線を有する地下駅。

### のりば
| 番線 | 路線     | 行先                   |
| ---- | -------- | ---------------------- |
| 1    | ■ 10号線 | 虹橋火車站・航中路方面 |
| 2    | ■ 10号線 | 基隆路方面             |

（出典：上海地下鉄:站层图）

## 駅周辺
- 上海動物園

## 隣の駅
上海軌道交通
■ 10号線
虹橋1号航站楼駅 - 上海動物園駅 - 竜渓路駅